# Frank Borman
Frank Frederick Borman II (ur. 14 marca 1928 w Gary, zm. 7 listopada 2023 w Billings) – amerykański astronauta, pułkownik United States Air Force. Był członkiem trzyosobowej załogi statku kosmicznego Apollo 8, który po raz pierwszy w historii wszedł na orbitę wokół Księżyca. 

## Kariera astronauty
Uczestniczył w dwóch lotach kosmicznych.
W dniach 4–18 grudnia 1965 dowodził dwuosobowym statkiem Gemini 7. Razem z nim w locie uczestniczył również James Lovell. Astronauci w ciasnej kapsule spędzili dwa tygodnie, co stanowiło wówczas rekord przebywania człowieka w kosmosie. Jednym z zadań lotu było spotkanie na orbicie ze statkiem Gemini 6A. Oba pojazdy podczas wspólnego lotu, który trwał ponad 5 godzin, zbliżyły się do siebie na minimalną odległość 30 cm. 
W dniach 21–27 grudnia 1968 dowodził statkiem kosmicznym Apollo 8. W skład załogi wchodzili również James Lovell i William Anders. Celem misji było wejście na orbitę Księżyca, a następnie bezpieczny powrót na Ziemię. 24 grudnia astronauci znaleźli się w pobliżu Księżyca i pomyślnie przeprowadzili manewr wejścia statku Apollo 8 na jego orbitę. Opuścili ją dzień później, po dziesięciokrotnym okrążeniu Księżyca, by 27 grudnia szczęśliwie wodować na Oceanie Spokojnym.
Jego dwa loty w kosmos trwały 19 dni 21 godzin 36 minut i 13 sekund.

## Odznaczenia i nagrody
- Medal Sił Powietrznych za Wybitną Służbę
- Legia Zasługi
- Distinguished Flying Cross
- Congressional Space Medal of Honor
- NASA Distinguished Service Medal
- NASA Exceptional Service Medal
- National Defense Service Medal – dwukrotnie
- Air Force Longevity Service Award – pięciokrotnie
- Człowiek Roku 1968 magazynu „Time” (wraz z Williamem Andersem i Jimem Lovellem)
- Universal Astronaut Insignia za lot orbitalny (nr 21) – Stowarzyszenie Uczestników Lotów Kosmicznych (Association of Space Explorers(inne języki))[5]